# Log pri Polhovem Gradcu
Log pri Polhovem Gradcu – wieś w Słowenii, w gminie Dobrova-Polhov Gradec. W 2018 roku liczyła 28 mieszkańców.